# Gustave Vogt

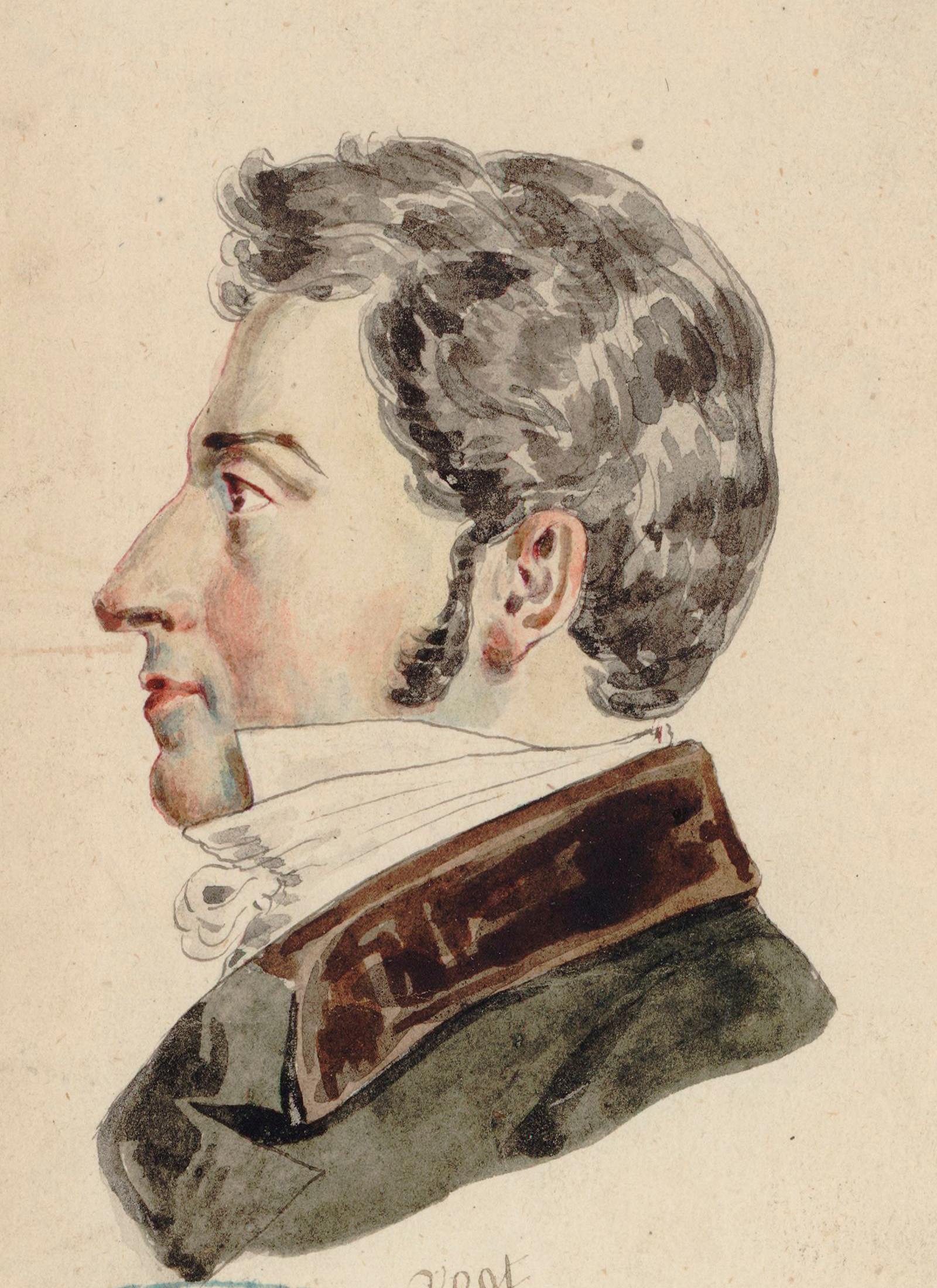
Gustave Vogt

Auguste-Georges-Gustave Vogt (* 18. März 1781 in Strasbourg; † 30. Mai 1870 in Paris) war ein französischer Oboist, Musikpädagoge und Komponist.

## Leben und Wirken
Gustave Vogt studierte ab 1798 am Pariser Konservatorium Oboe bei Antoine Sallantin und gewann in dem Fach 1801 den ersten Preis. Nachdem er Mitglied verschiedener Orchester war, wurde er 1812 Erster Oboist im Orchester der Pariser Oper und hatte die Stelle bis 1834 inne.
Er war Mitglied von François-Antoine Habenecks Société des concerts du Conservatoire, der er von 1828 bis 1844 angehörte. Außerdem gehörte er den privaten Kapellen von Napoleon I., Charles X Philippe und Louis-Philippe I an. 1829 wurde er als Ritter der Ehrenlegion ausgezeichnet.
Seit 1806 unterrichtete Vogt Oboe am Pariser Konservatorium, wo er 1816 seinem Lehrer Sallantin als Professor nachfolgte. Er unterrichtete hier bis 1853 und war Begründer des französischen Stils des Oboespiels, das sich weltweit (außer in Wien) durchgesetzt hat. Der bedeutendste seiner zahlreichen Oboenschüler war Antoine Auguste Bruyant. Bis 1864 blieb er dem Konservatorium als Mitglied des Comité des études verbunden.
Neben seiner Tätigkeit als Orchestermusiker und Lehrer war Vogt auch als Kammermusiker und Solist aktiv. Er unternahm Konzertreisen durch Frankreich, England und Deutschland, bei denen er vor allem mit Bearbeitungen von Opernmelodien für das Englischhorn und eigene Kompositionen glänzte. Sein Spiel inspirierte Komponisten wie Hector Berlioz und Gioacchino Rossini (zum Solo in der Ouvertüre seiner Oper Wilhelm Tell).
Vogt komponierte u. a. mehrere Konzerte für Oboe und Orchester und kammermusikalische Werke für die Oboe und das Englischhorn. Er gilt als der bedeutendste europäische Oboist und Englischhornist der ersten Hälfte des 19. Jahrhunderts.